# Григорій Чудотворець Печерський
Преподобномученик Григорій Чудотворець Печерський (? — † 1093 р., р. Дніпро, Київ) — православний святий, чернець Києво-Печерського монастиря. Преподобномученик. Пам'ять преподобного Григорія відзначається в другу неділю Великого посту, 28 вересня та 8 січня.

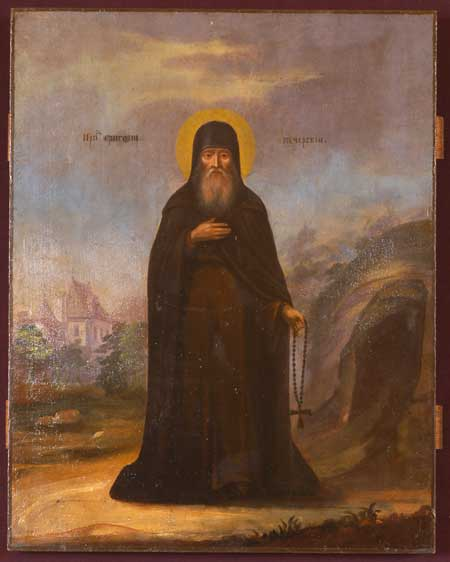
Преподобномученик Григорій Печерський. Як оповідає «Патерик Печерський», тіло прп. Григорія на 3-й день після кончини через утоплення в Дніпрі чудом опинилося в його замкненій келії.

## Життєпис
Пострижений прп. Феодосієм близько 1064р. Святий був учнем прп. Феодосія Печерського і в рукописній редакції Патерика Йосифа Тризни вказана дата його приходу до Печерського монастиря – 1064 р., проте походження її невідоме. Був великим книголюбом і зібрав чималу бібліотеку, яку згодом продав і роздав гроші бідним.
Прп. Григорій був надзвичайно благочестивим. Особливо він прославився молитовним даром. А ще володів великою силою проти бісів, тому й повставали вони проти Григорія та всіляко намагалися завадити йому підносити свої гарячі молитви до Господа. Але, знаючи силу Григорія, під час зустрічі з ним вони ще здалеку кричали: «О, Григорію! Ти проганяєш нас молитвою твоєю!».
З Житія прп. Никити, єп.Новгородського, відомо, що він був одним із найавторитетніших Печерських старців. У його келії не було нічого, крім книг, які, проте, він також продав після невдалої спроби його пограбувати, і на ті гроші викупив злодіїв, яких заточили у темницю.. Крадії заради чуда, що сталося з ними, розкаялися і поступили своєю волею на служіння Печерській обителі.
Якось, йдучи до Дніпра по воду, він зустрів на шляху дружину Переяславського князя Ростислава Всеволодовича, що прямувала до Треполя (нині село в Обухівському районі Київської області), щоб перепинити шлях половцям. Вояки почали глузувати з ченця, який спробував повчати воїнів і закликав їх до покаяння. Прп. Григорій провістив їм скору загибель, за що його, прив'язавши камінь на шию, втопили у Дніпрі.
26 травня 1093 р., руські війська зазнали нищівної поразки на р. Стугні. Князь Ростислав був смертельно поранений і захлинувся в річці. Коли Володимир Мономах велів поховати свого брата в Софійському соборі, на вівтарній стіні Георгіївського приділу біля усипальниці Ярославичей з'явився звинувачувальний напис: «Місяца мая в 25-е утоплен ГРГОРІИ к(ня)зе(м)».
Як оповідає «Патерик Печерський», тіло прп. Григорія на 3-й день після мученицької кончини (бувши утопленим в Дніпрі) чудом опинилося в його замкненій келії.
Іноді Григорія Чудотворця ототожнюють з Григорієм, творцем канонів, можливо, упорядником служб князю Володимиру, преподобному Феодосію Печерському та перенесення мощей святих Бориса і Гліба. Однак «Патерик Печерський» розрізняє цих двох ченців.

В акафісті всім Печерським преподобним про нього сказано: 
|  | «Радуйся, Григорію, бо ти через потоплення в річці кончину блаженну прийняв, і тіло твоє в келії чудесно було знайдено.» |

.

## Мощі
Мощі прп. Григорія Чудотворця спочивають у Ближніх печерах, поряд з мощами преподобного Миколи Святоші.
Комплексні медико-антропологічні дослідження святих мощей Києво-Печерської лаври показали, що прп. Григорій Чудотворець упокоївся у віці 50~60 років. Ріст святого становив 172 см.

## Пам'ять
Пам'ять святого вшановується в другу неділю Великого посту, 28 вересня та 8 січня.

## Джерело
- Словник персоналій Національного Києво-Печерського історико-культурного заповідника[недоступне посилання з липня 2019] — ресурс використано за дозволом видавця.
- Сайт "Наша парафія" [Архівовано 8 квітня 2016 у Wayback Machine.]